# Avenida Ayrton Senna (Rio de Janeiro)
Avenida Ayrton Senna é um logradouro da Zona Oeste do Rio de Janeiro que liga a Gardênia Azul e a Cidade de Deus à Barra da Tijuca, atravessando Jacarepaguá, cruza a Avenida das Américas e termina na Avenida Lúcio Costa, junto à praia.
O projeto da avenida estava no Plano Piloto para Urbanização da Barra da Tijuca, Pontal de Sernambetiba e de Jacarepaguá, elaborado por Lucio Costa, o mesmo arquiteto e urbanista que elaborou o mais conhecido Plano Piloto de Brasília.
Antes de ser rebatizada em 1994, era chamada de Avenida Alvorada ou Via Onze. Faz a importante ligação da Barra da Tijuca com a Linha Amarela, uma via expressa pedagiada que liga os bairros da Zona Oeste aos da Zona Norte, ao Centro e ao Aeroporto Internacional do Rio de Janeiro.
Na Avenida Ayrton Senna, se localizam a Subprefeitura da Barra e Jacarepaguá, o Aeroporto de Jacarepaguá e o Via Parque Shopping, fora dezenas de outros empreendimentos comerciais.

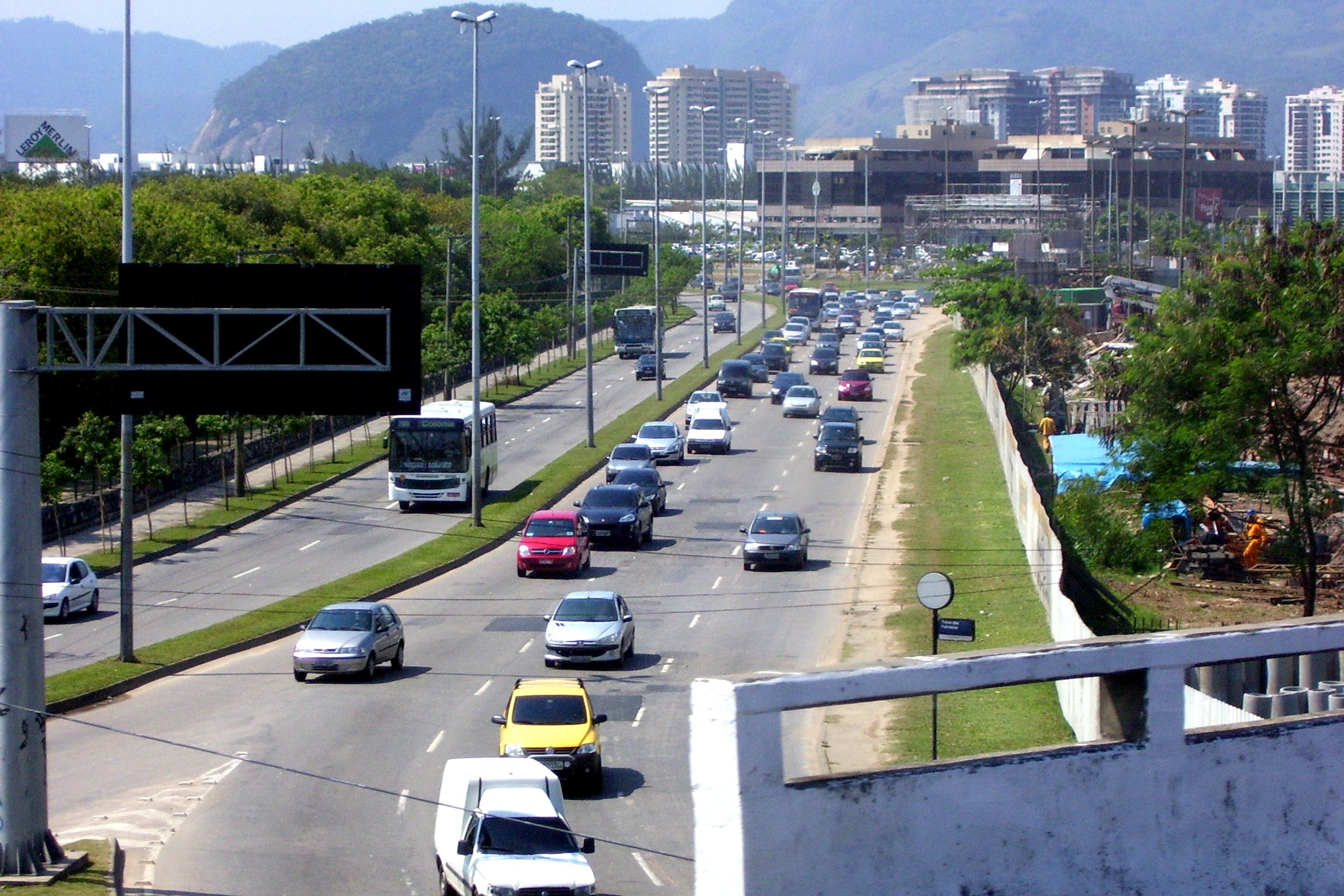
Avenida Ayrton Senna no Jacarepaguá

## Problemas
Um grande trecho da Avenida Ayrton Senna, principalmente o localizado próximo à Vila Pan-Americana, foi construído em solo que possui uma base muito precária, feita de turfa. Com isso, a avenida vinha literalmente entortando e afundando ao longo dos anos, devido ao peso dos veículos, e se encontrava em péssimo estado de conservação. No mesmo trecho, a avenida tinha constantes problemas de alagamento, que chegaram a causar a retenção total da Linha Amarela por algumas vezes . Após a realização de obras por mais de um ano, entre 2010 e 2011, o trecho mais problemático da avenida foi reconstruído de forma a não mais afundar e nem alagar e sendo também duplicado.
Hoje, o principal problema são os engarrafamentos constantes em ambos os sentidos, devido ao excesso de crescimento da Barra da Tijuca; a inexistência de transporte coletivo eficiente na região da Barra, além de um trecho da Ayrton Senna mais próximo à Linha Amarela, na Gardênia Azul, que possui apenas 3 pistas no sentido Barra.